# Rúben Dias
Rúben Santos Gato Alves Dias (født 14. maj 1997 i Amadora, Portugal) er en portugisisk professionel fodboldspiller, som spiller for Premier League-klubben Manchester City og Portugals landshold.

## Landshold
Dias debuterede for det portugisiske A-landshold i 2018. Han var en del af den portugisiske trup til VM 2018 i Rusland og VM 2022 i Qatar.